# 23 d'agost
El 23 d'agost és el dos-cents trenta-cinquè dia de l'any del calendari gregorià i el dos-cents trenta-sisè en els anys de traspàs. Queden 130 dies per finalitzar l'any.
El 23 d'agost ha estat proclamat per la UNESCO com el Dia Internacional per al Record del Comerç d'Esclaus i de la seva Abolició en record a la insubmissió dels esclaus la nit del 22 al 23 d'agost del 1791 a l'illa de la Hispaniola.

## Esdeveniments
Països Catalans
- 1313 - el rei Jaume II signa era Querimònia el text que confirma els drets i privilegis de la Vall d'Aran.
- 1886 - Barcelona: Gran Assemblea Constituent de la Gran Llotja Simbòlica Regional Catalana-Balear, presidida per Rossend Arús.

Resta del món
- 1305 - Londres: Execució de l'escocès William Wallace.
- 1326 - Coronació del rei Felip VI de França.
- 1353 - Presa de l'Alguer contra el genovesos.[2]
- 1614 - Fundació de la Universitat de Groningen.[3]
- 1812 - De San Salvador de Jujuy a San Miguel de Tucumán (Argentina): els habitants de Jujuy marxen durant l'èxode Jujeny quan les forces imperials espanyoles estan apunt d'arribar a la ciutat durant la guerra de la Independència Argentina.
- 1813 - Batalla de Grossbeeren; els prussians de Karl von Bülow i els suecs de Jean Baptiste Jules Bernadotte foragiten l'exèrcit francès de Nicolas Charles Oudinot.[4]
- 1821 - Se signa el tractat de Córdoba, que consuma la Independència de Mèxic respecte a Espanya.
- 1863 - Charleston, Carolina del Sud: Acaba la Segona batalla de Fort Sumter entre les tropes dels Estats Units d'Amèrica i les dels Estats Confederats d'Amèrica.
- 1879 -
  - L'ukelele arriba a Hawaii sota la forma de cavaquinho.
  - Boston (EUA): Mary Baker Eddy funda l'Església de la Ciència Cristiana.
- 1914 - Durant la Primera Guerra Mundial, Japó s'uneix als aliats i declara la guerra a l'Imperi Alemany.
- 1927 - Els anarquistes italians Sacco i Vanzetti són executats a Boston, Massachusetts. Cinquanta anys després de l'execució, el Governador de Massachusetts Michael Dukakis declarà que Sacco i Vanzetti no havien estat jutjats justament i que qualsevol ignomínia hauria de ser esborrada dels seus noms.
- 1939 - Signatura del Pacte Molotov-Ribbentrop de no-agressió entre Alemanya i la Unió Soviètica.
- 1943 - Fi de la batalla de Kursk.
- 1966 - El Lunar Orbiter 1 pren la primera fotografia de la Terra des d'una òrbita voltant la Lluna.
- 1973 - Xile: Augusto Pinochet Ugarte és designat Comandant en cap de l'Exèrcit pel President Salvador Allende.
- 1989 - Via Bàltica a Estònia, Letònia i Lituània per aconseguir la independència respecte l'URSS.
- 1990 - Armènia declara la seva independència de la Unió Soviètica.
- 2006 - Strasshof an der Nordbahn (Àustria): Natascha Kampusch, de 18 anys, aconsegueix escapar després de vuit anys de segrest a casa del seu segrestador.
- 2011 - cim del K2, Himàlaia: l'austríaca Gerlinde Kaltenbrunner completa l'ascensió sense oxigen als 14 vuit mil del món.[5]

## Naixements
Països Catalans
- 1870 - Barcelona: Antònia Baró i Sanz, actriu teatral catalana de finals del segle xix i primeres dècades del XX (m. 1947).[6]
- 1878 - Barcelona, Barcelonès: Josep Maria Coll i Bacardí, arquitecte modernista català (m. 1917).
- 1890 - Reus, Baix Camp: Antoni Planàs i Marca, compositor i violoncel·lista (m. 1980).
- 1892 - València: Joaquín Manglano Cucaló de Montull, noble, propietari rural i polític valencià (m. 1985).
- 1902 - La Fuliola: Ramona –o Ramoncita– Rovira, cupletista al Paral·lel, una de les primeres figures de la seva època (m. 1964).[7]
- 1914 - Barcelona, Barcelonès: Enric Cluselles i Albertí, artista polifacètic català (m. 2014).
- 1950 - Sant Martí Sarroca, Alt Penedès: Joan Raventós i Pujadó, polític català.
- 1965 - Ciutadella de Menorcaː María Asunción Pons Fullana, política menorquina.[8]
- 1982 - Matadepera, Vallès Occidental: Ariadna Cabrol, actriu catalana.[9]

Resta del món
- 1498 - Saragossa: Miquel da Paz, infant del Regne de Portugal i príncep d'Astúries.
- 1754 - Versalles, França: Lluís XVI de França, rei de França i de Navarra, copríncep d'Andorra i duc de Berry, guillotinat el 1793.
- 1755 - Viena: Maria Antonieta d'Àustria, reina de França, muller de Lluís XVI (m. 1793).[10]
- 1762 - Marcourt, principat de Lieja: Anne-Josèphe Théroigne de Méricourt política i feminista avant la lettre.
- 1819 - Olomouc, Moràvia: Ludwig Karl Schmarda, zoòleg i explorador austríac.
- 1847 - Wyoming, Nova York: Sarah Frances Whiting, astrònoma i física americana, instructora de diversos astrònoms (m. 1927).[11]
- 1852 - Londres, Anglaterra: Arnold Toynbee va ser un historiador de l'economia anglès molt compromès amb la millora de les condicions de vida de la classe treballadora.
- 1854 - Breslau, Polònia: Moritz Moszkowski, compositor, pianista i pedagog musical alemany (m. 1914).
- 1864 - Murniés, Creta: Elevthérios Venizelos, polític grec.
- 1868 - Brussel·les (Bèlgica): Paul Otlet, bibliògraf i humanista, primer teòric de la documentació (n. 1944).
- 1869 - Montbéliard (França): Georges Cuvier, baró de Cuvier, naturalista (m. 1832).
- 1918 - Peermade, Travancore: Anna Mani, física i meteoròloga índia (m. 2001).[12]
- 1921 - Nova York, EUA: Kenneth Arrow, economista estatunidenc, Premi Nobel d'Economia de l'any 1972 (m. 2017).[13]
- 1924 - Nova York, EUA: Robert Solow, economista estatunidenc, Premi Nobel d'Economia de 1987
- 1927 - Atlantic City (Nova Jersey): Allan Kaprow, pintor estatunidenc, pioner a l'establiment dels conceptes d'art de performance (m. 2006).[14]
- 1929 - Boise City, Oklahoma (Estats Units): Vera Miles, actriu estatunidenca.
- 1931 - Nova York, EUA: Hamilton Othanel Smith, microbiòleg nord-americà, Premi Nobel de Medicina o Fisiologia de l'any 1978.[15]
- 1933 - 
  - Madrid: Amparo Soler Leal, actriu espanyola (m. 2013).[16]
  - Alice, Texas (EUA): Robert Curl, químic nord-americà, Premi Nobel de Química de 1996.[17]
- 1940 - Milwaukee, Wisconsin (EUA): Thomas Arthur Steitz, químic nord-americà, Premi Nobel de Química de 2009 (m. 2018).[18]
- 1945 - Torí: Rita Pavone, cantant i actriu italiana, popularíssima durant els anys seixanta.[19]
- 1949 - 
  - Fort Wayne, Indiana (Estats Units): Shelley Long, actriu estatunidenca.
  - Corfú: Vicky Leandros, cantant grega amb una extensa carrera internacional.[20]
- 1951 - Washington DC (Estats Units): La reina Noor de Jordània fou la quarta i darrera esposa del difunt rei de Jordània Hussein I
- 1955 - Portugalete: Mari Cruz Soriano, empresària, periodista, pianista, presentadora de televisió i locutora de ràdio basca.[21]
- 1958- Nanquín (Xina): Wang Shuo (xinès simplificat: 王朔), escriptor i guionista de cine i televisió xinès.[22]
- 1963 - Corea del Sud: Chan-wook Park, director de cinema.
- 1974 - 
  - Nijni Taguil, URSS: Konstantín Novossiólov, físic britànic-rus, Premi Nobel de Física de l'any 2010.[23]
  - Portsmouth (Anglaterra)ː Samantha Davies, navegant, pilot d'altura britànica.[24]
- 1976 - Los Angeles, Califòrnia, Estats Units: Scott Caan és un actor estatunidenc.
- 1978 - Filadèlfia, Pennsilvània (Estats Units): Kobe Bryant, és un ex jugador professional de bàsquet estatunidenc (m. 2020).
- 1981 - Nova York: Karina Canellakis, directora d'orquestra i violinista estatunidenca.[25]
- 1983 - Teheran: Athena Farrokhzad, poetessa, dramaturga, traductora i crítica literària sueca.

## Necrològiques
Països Catalans
- 1949 - Terrassa (Vallès Occidental): Mateu Avellaneda i Canyadell, dibuixant català (n. 1902).
- 1985 - Caldes de Malavella (Selva): Francesc Mas i Ros, compositor català (n. 1901).
- 1992 - Barcelona (Barcelonès): Felip Lorda i Alaiz, crític literari i polític català (n. 1918).
- 2008 - Barcelona (Barcelonès): Maria Dolors Orriols i Monset, escriptora catalana.[26]
- 2014 - Barcelona (Barcelonès): Jaume Vallcorba i Plana, editor (n. 1949).
- 2021 - Barcelona (Barcelonès)ː Xavier Mercadé i Simó, fotoperiodista musical.[27]

Resta del món
- 1281 - Opheilissem (ducat de Brabant): Joan d'Enghien, príncep-bisbe del principat de Lieja.
- 1777 - Milà: Clelia Grillo Borromeo, aristòcrata, científica, salonnière italiana (n. 1684).[28]
- 1791 - Londres: Jeanne de Valois-Saint-Rémy, aventurera francesa, cèlebre per la seva participació en l'assumpte del collar (n. 1756).[29]
- 1892 - Manuel Deodoro da Fonseca primer president de la República de Brasil (n. 1827).[30]
- 1927 - Charlestown, Massachusetts, Estats Units: Nicola Sacco i Bartolomeo Vanzetti, anarquistes italians.
- 1961 - San Francisco, Califòrnia: Julia Klumpke, violinista i compositora estatunidenca (n. 1870).[31]
- 1971 - L'Havana, Cuba: Gisela Hernández, compositora, pedagoga, directora coral i investigadora cubana (n. 1912).[32]
- 1973 - Huelva, Andalusia: José Nogué Massó, pintor català (n. 1880).
- 1977 - Milà: Clelia Grillo Borromeo, noble italiana aficionada a les ciències naturals i a les matemàtiques (n. 1684).[33]
- 1982 - Nova York (EUA): Stanford Moore, químic i bioquímic estatunidenc, Premi Nobel de Química de l'any 1972 (n. 1913).
- 1991 - 
  - Budapest, Hongria: Ágnes Nemes Nagy, poeta i assagista hongaresa (n. 1922).
  - Sant Petersburg, Florida: Florence Seibert, bioquímica americana que inventà el test de la tuberculosi (n. 1897).[34]
- 1997 - Cambridge (Anglaterra): John Kendrew, químic anglès, Premi Nobel de Química de l'any 1962 (n. 1917).
- 2006 - Nyack, Nova Yorkː Marie Tharp, geòloga, oceanògrafa i cartògrafa estatunidenca.[35]
- 2008 - Needham, Massachusetts (EUA): Thomas Huckle Weller, bacteriòleg estatunidenc, Premi Nobel de Medicina o Fisiologia de l'any 1954 (n. 1915).
- 2013 - Lauterbrunnen, Cantó de Berna, Suïssa: Álvaro Bultó i Sagnier, esportista extrem, aventurer i presentador de televisió català (n. 1962).
- 2017 - Brest (França): Ronan Leprohon fou un polític bretó.
- 2022 - Doral (EUA): Rolando Cubela, revolucionari cubà (n. 1933).[36]
- 2023 - Kujénkino, óblast de Tver, Rússia: Ievgueni Prigojin, oligarca rus, dirigent del grup Wagner, empresa militar privada vinculada a l'estat rus, mort en caure l'avió que el transportava (n. 1961).[37]

## Festes
- Santoral: sants Zaqueu de Jerusalem, bisbe; Sidoni d'Ais, sant llegendari; Rosa de Lima, religiosa; venerable Àngel del Pas (Perpinyà, 1540- Roma, 1596); Ciríac d'Òstia, bisbe.

Països Catalans
- Correfoc de Tordera